# 古川本舖
古川本舖（日語：古川 本舗（ふるかわ ほんぽ），1980年3月3日—），日本的音樂家。本名古川 亮，另一名義為古川P。名字來自居住地附近的停車場「古川Parking」。
過去因為在「NICONICO動畫」發表作品因而成名，後來轉變為獨立的音樂家。於2015年7月20日發表年內引退的消息，並於12月舉辦最後一場演唱會後引退。
暌别5年，成立個人廠牌“DONAI paris”。於2020年12月24日宣佈恢復活動。

## 簡歷
於大阪府出生，與大學輕音樂班的同學組成樂隊，前往東京。樂隊於出道前解散。
2009年開始把原創VOCALOID歌曲上傳至NICONICO動畫，以古川本舖的名義活動。
2015年7月20日，宣佈年內停止活動。
2020年12月24日，宣佈恢復活動。
2021年2月，發行復出後的第一首新單曲《知らない feat.若林希望》。

## 作曲風格
古川P創作的曲風範圍有搖滾（Rock）、民間（Folk）、電子樂（Electronica）等，更有將其混合而成的鄉村電子風（Folktronica）以及後搖滾（Postrock）風格的作品。
亦是Vocaloid P當中少數發表後搖滾風格的音樂製作人，曲風十分多元化。
作品大多散發著鄉愁般、纖細而慢步調的味道。除此之外，古川P所填寫的歌詞也有獲得很高的評價。
在部分歌曲中會使用有特殊的「古川語」來唱，即是用英語的發音方式來講日語。（可以參照期作品「mugs」）

## 外部連結
- 用耳朵趁熱品嘗－－聽古川本舖【SOUP】 （页面存档备份，存于） （繁體中文）